# Операція «Ганнібал»

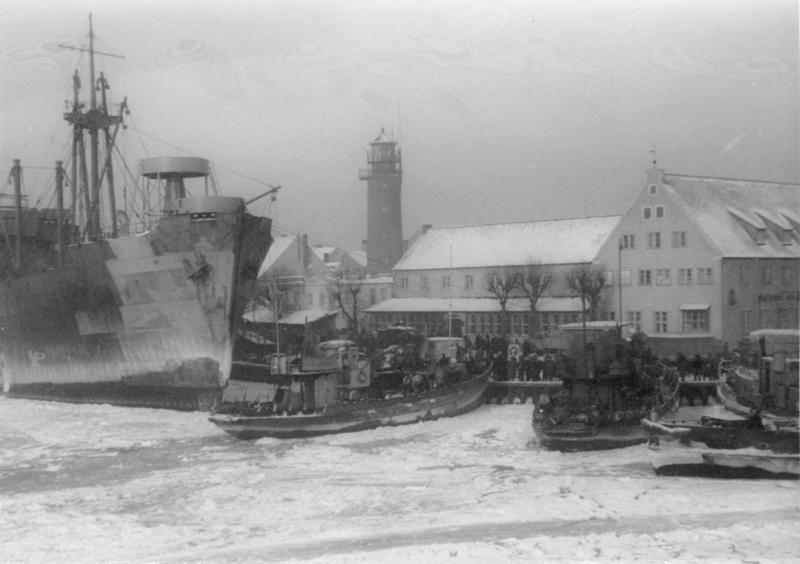
Прусські біженці в порту Піллау (Pillau), 26 січня 1945

Операція «Ганнібал» — операція з евакуації Німеччиною цивільного населення, насамперед жінок та дітей, із Східної Пруссії під час Другої світової війни з метою врятувати їх від наступаючої Червоної Армії.
На оточеній у Східній Пруссії території залишалося близько 2,5 мільйонів цивільного населення.
Вважається, що під час цієї операції, протягом чотирьох місяців було евакуйовано морем до західних регіонів Німеччини понад 2 млн осіб. За кількістю транспортування населення та військ операція «Ганнібал» вважається найбільшою у світі евакуацією морем.
Операцію розробили з ініціативи німецького адмірала Карла Деніца й вона розпочалася 23 січня 1945 року. Евакуація військ та населення була викликана наступом Червоної армії і нездатністю німецьких військ утримати фронт. Німецьким морським відомством через всі кораблі Німеччини передавалося закодоване повідомлення «Операція „Ганнібал“», що означало евакуацію кораблів, військ та мирного населення на захід Німеччини. У зв'язку з панікою в Східній Пруссії сотні тисяч мирного населення були евакуйовані на різних типах кораблів, часто набагато перевищуючи можливості суден. Декілька суден з біженцями, такі як «Вільгельм Ґустлофф» та «Штойбен» були атаковані радянськими підводними човнами та потоплені в Балтійському морі, що призвело до жертв близько 40 тисяч людей, головним чином цивільних біженців.
Врятування мільйонів людей від військових дій вважається однією з заслуг адмірала Деніца, який попри участь в уряді та війську Адольфа Гітлера користувався прихильністю багатьох німців після війни.

## Виноски
1. ↑  «Spiegel»: Die Verdrängte Tragödie
2. ↑  Die Gustloff. Ein deutscher Opfergang [Архівовано 23 вересня 2011 у Wayback Machine.](нім.)
3. ↑  «Wilhelm Gustloff» Nachkriegs-Tabu — Focus-Online (нім.)